# 托博爾斯克
托博爾斯克（俄语：Тобо́льск; 西伯利亞韃靼語: Себертора），也譯托波爾斯克，是俄羅斯秋明州的一座城市，位於托博爾河注入額爾齊斯河處。2002年人口92,880人。化学元素周期表发明者德米特里·伊万诺维奇·门捷列夫的故乡。
歷史上是沙俄在西伯利亞地區的行政中心。1917年二月革命後，末代沙皇尼古拉二世被安置到這裡。這裡有西伯利亞唯一的克里姆林。

## 姐妹城市
- 美国康瑟爾布拉夫斯
- 科索沃佩奇